# Problepsis riminota
Problepsis riminota är en fjärilsart som beskrevs av Louis Beethoven Prout 1938. Problepsis riminota ingår i släktet Problepsis och familjen mätare. Inga underarter finns listade i Catalogue of Life.